# Ruth Lake
Ruth Lake är en sjö i Kanada.   Den ligger i Parry Sound District och provinsen Ontario, i den sydöstra delen av landet, 300 km väster om huvudstaden Ottawa. Ruth Lake ligger 304 meter över havet. Arean är 2,1 kvadratkilometer. Den sträcker sig 2,2 kilometer i nord-sydlig riktning, och 3,1 kilometer i öst-västlig riktning.
I omgivningarna runt Ruth Lake växer i huvudsak blandskog. Runt Ruth Lake är det mycket glesbefolkat, med 4 invånare per kvadratkilometer.